# Aristotelopanope
Aristotelopanope is een geslacht van kreeftachtigen uit de klasse van de Malacostraca (hogere kreeftachtigen).

## Soort
- Aristotelopanope ashcrafti (Garth, 1986)